# Economische regio Wolga-Vjatka
De economische regio Wolga-Vjatka (Russisch: Волго-Вятский экономический район; [Wolgo-Vjatski ekonomitsjeski rajon]) is een van de twaalf economische regio's van Rusland. Qua oppervlakte is het ongeveer even groot als het Verenigd Koninkrijk. De grootste steden in het gebied zijn Nizjni Novgorod, Kirov, Tsjeboksary, Saransk en Josjkar-Ola.

## Deelgebieden
- oblast Kirov
- Mari El
- Mordovië
- oblast Nizjni Novgorod
- Tsjoevasjië

## Economie
Het zwaartepunt van de economie ligt hier rond de machinebouw, met de automobielindustrie, de productie van zeeschepen en rivierschepen, de luchtvaartindustrie, elektronische en gereedschappenindustrie.

## Sociaal-economische indicatoren
Mede door het grote privatiseringsprogramma onder leiding van Boris Nemtsov in de grootste stad Nizjni Novgorod begin jaren 90 bedraagt het aantal mensen dat werkzaam is in voormalige staatsbedrijven bijna de helft van het nationale gemiddelde en ligt het aantal mensen dat werkt voor de staat een derde onder het nationaal gemiddelde. Het aantal mensen dat zich zeker voelt van hun baan en die hun lonen volledig krijgen uitbetaald ligt dicht bij het Russisch gemiddelde.
De productiviteit in het gebied ligt ver onder het nationaal gemiddelde, evenals het inkomensniveau.
Gemiddeld gezien is de bevolking van het gebied iets tevredener over haar sociale positie en de nationale economie als het Russisch gemiddelde.
Centraal · Centraal-Tsjernozjom · Noord · Noord-Kaukasus · Noordwest · Oeral · Oost-Siberië · Povolzje · Verre Oosten · West-Siberië · Wolga-Vjatka